# Eduard Schön (plavec)
Eduard Schön byl československý sportovní plavec.
Závodnímu plavání se začal aktivně věnovat v Brně, kam přišel studovat technickou vysokou školu z východního Slovenska z Košic. V rámci výuky se věnoval plavání ve Vysokoškolském sportu. Specializoval se na plaveckou techniku kraul a delší tratě. Výrazně na sebe upozornil v letní sezoně 1932 a dostal poprvé pozvánku do československé reprezentace. V roce 1933 reprezentoval Československo na Studentských hrách v italském Turíně.
V lednu 1934 přestoupil z Vysokoškolského sportu do nového ambiciózního klubu ČPK Brno a v létě téhož roku startoval na mistrovství Evropy v německém Magdeburgu. Na 400 m volný způsob a 1500 m volný způsob nepostoupil z rozplaveb. V roce 1935 se soustředil na dokončení studia vysoké školy a získal titul inženýr.
V olympijském roce 1936 měl být největší československou hvězdou plaveckých soutěží na olympijských hrách v Berlíně, ale v červenci deník Polední list uvedl, že má na rok pozastavenou činnost. V listopadu téhož roku byl stále ze soutěží Československého amatérského plaveckého svazu vyloučen. Po skončení trestu se k závodnímu plavání nevrátil.